# Década de 1790
Séculos: Século XVII - Século XVIII - Século XIV
Décadas: 1760 1770 1780 - 1790 - 1800 1810 1820
Anos: 1790 - 1791 - 1792 - 1793 - 1794 - 1795 - 1796 - 1797 - 1798 - 1799